# Bubbler
Bubbler, a volte presentato con il sopratitolo Open with Care, è un videogioco d'azione pubblicato nel 1987 per gli home computer Amstrad CPC, MSX e ZX Spectrum dalla Ultimate Play the Game. Consiste nel controllare una bolla strisciante in un intricato ambiente tridimensionale isometrico.
Spesso venne accostato come stile al celebre Marble Madness.
È l'ultimo titolo uscito con etichetta Ultimate Play the Game, ma come gli altri suoi tre giochi del 1986-1987 non fu sviluppato dai fratelli Stamper. Prodotto dalla Ultimate solo nominalmente, era opera della U.S. Gold, che aveva già acquisito la Ultimate a fine 1985, mentre gli Stamper si stavano dedicando alla loro nuova azienda Rare.
Una conversione di Bubbler per Commodore 64 entrò in sviluppo e un prototipo fu realizzato dalla Lynsoft, giocabile sebbene ancora molto lento, ma non venne mai pubblicata; il prototipo è stato divulgato nel 2012.

## Trama
Il manuale descrive un'ambientazione fantasy, sebbene abbia poca correlazione con l'aspetto astratto del gioco. Il protagonista è intrappolato in un corpo informe di bolla e deve fuggire dalle prigioni del mago-dittatore Vadra, dopo aver chiuso con tappi magici le fonti del suo potere. Il mago buono Kintor, anch'egli prigioniero, ha dato al protagonista la capacità di muoversi e di sparare globi di energia per affrontare i guardiani di Vadra.

## Modalità di gioco
Il giocatore controlla la bolla che si muove sul pavimento di un tortuoso labirinto tridimensionale, mostrato con visuale isometrica a scorrimento in tutte le direzioni. Gli scenari sono costituiti da piattaforme, rampe, passerelle e torri, il tutto sospeso sopra un vuoto nero in cui non si deve cadere.
La finestra di gioco occupa meno di metà dell'area dello schermo, attorno è presente l'interfaccia informativa. Questa è sempre visibile per due giocatori, sebbene il gioco in due non sia possibile in simultanea, ma soltanto alternato e indipendente.
Il controllo della bolla consiste nel ruotarla su sé stessa in modo continuo in tutte le direzioni, farla andare avanti, saltare, e sparare globuli frontalmente.
Non è quindi possibile cambiare direzione di marcia rapidamente, e il movimento risente anche dell'inerzia.
La direzione in cui punta la bolla non è distinguibile nella bolla stessa, che sembra sempre uguale; viene invece indicata da una bussola nell'interfaccia.
Su alcune piattaforme si trovano buchi dentro cui la bolla può cadere e rispuntare fuori altrove attraverso un cunicolo sotterraneo. Alcuni buchi portano verso il vuoto e sono letali, ma gli altri permettono attraversandoli di ottenere un tappo di sughero che servirà a tappare delle grosse bottiglie dette bubbler. Quando si è in possesso di un tappo, un'icona nell'interfaccia si colora per segnalarlo.
I bubbler sono sparsi per lo scenario ed emettono bolle tossiche fluttuanti; alcune sono contrassegnate da un punto interrogativo e quando scoppiano rilasciano bonus vari oppure bombe.
Lo scopo del gioco è saltare sopra tutti i bubbler per tapparli, dopo aver preso ogni volta un tappo, e infine raggiungere l'uscita per il livello successivo.
Ci sono in tutto 5 livelli.
Gli scenari sono popolati da diversi nemici, come granchi e dischi volanti, generati da piccole aree luminescenti. Le triple bolle sono apparentemente innocue, ma possono spingere la bolla ed eventualmente farla precipitare. Ci sono anche torrette fisse che sparano al protagonista e non possono essere a loro volta distrutte.
Il giocatore ha una riserva di vite che perde quando precipita o viene colpito da nemici.
Si perde una vita anche se si esaurice il tempo disponibile per il livello, che viene ricaricato quando si tappa un bubbler.

## Accoglienza
Bubbler fu giudicato generalmente bene dalla critica europea in tutte le versioni, anche se non al livello dei grandi successi della Ultimate Play the Game. Alcune riviste diedero valutazioni complessive molto positive, molte altre diedero valutazioni buone ma più moderate.
Quasi sempre venne decisamente apprezzato il lato grafico. Diverse critiche andarono invece allo scarso sonoro e al controllo della bolla poco pratico.
La difficoltà nel complesso fu considerata alta da alcune riviste.
Come Martianoids, l'altro gioco Ultimate di quell'anno, Bubbler era un buon programma, ma non fu un gran successo di pubblico, dato che usava le stesse tecniche tridimensionali che la Ultimate impegava ormai dal 1984, e non erano più una novità che faceva colpo sulla gente. Era ormai la fine della Ultimate e di un'epoca.